# Lethrinops argenteus
Lethrinops argenteus är en fiskart som beskrevs av Ahl 1926. Lethrinops argenteus ingår i släktet Lethrinops och familjen Cichlidae. IUCN kategoriserar arten globalt som livskraftig. Inga underarter finns listade i Catalogue of Life.